# カバキコマチグモ
カバキコマチグモ（樺黄小町蜘蛛、学名：Cheiracanthium japonicum）は、フクログモ科コマチグモ属に属するクモ。
カバキは体色が黄色いことから（樺黄）。オス・メスとも体長10-15mm程度。オスの方が小ぶりだが、極端な差は無い。足には黒色の毛が密生し先端は黒い。黒く大きな顎を持つことからクチグロとも呼ばれる。
日本全土、朝鮮半島、中国に広く分布する。在来種中で最も毒が強く、国内のクモ刺咬症例の大半を占める毒グモでもある。

## 生態

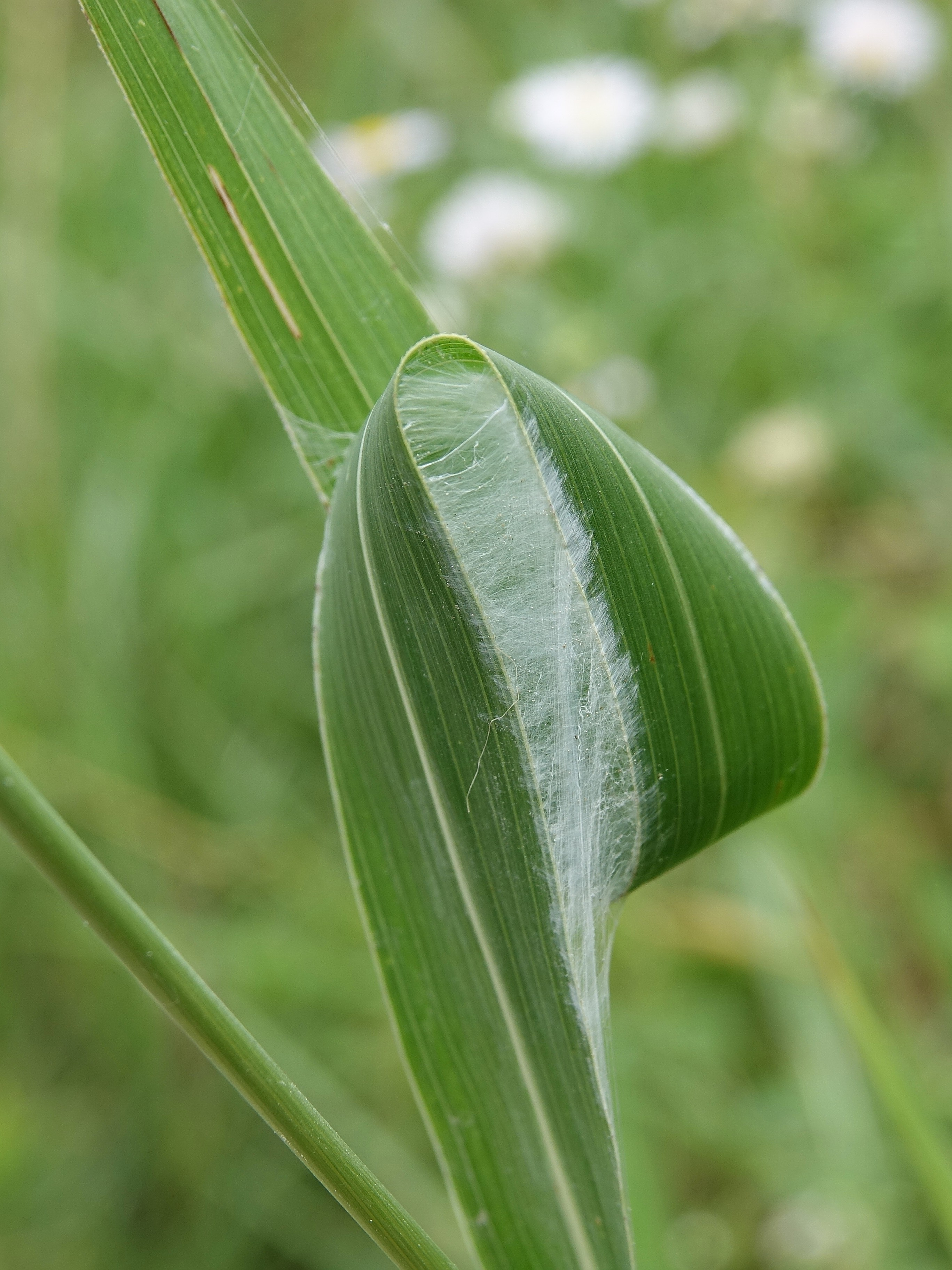
巣

ススキなどの大型のイネ科の植物の葉を巻いて巣にする。巣は脱皮や交尾などの目的別に作り替えるとされる。いわゆるクモの巣は張らず、夜間草むらを徘徊して昆虫などを捕食する。雄は雌の巣の入り口を覆う糸を食い破って進入し、雌の下に潜り込んで交尾する。夏に雌は巣の中で100前後の卵を産み、孵化するまで巣の中で卵を守る。卵は10日ほどで孵化する。
生まれた子グモは、1回目の脱皮が済むと一斉に生きている母グモの体液を吸い始める。この間、母グモは身動きができないわけではなく、敵が近寄れば威嚇して追い払おうとすることが観察されているが、子グモに対しては抵抗しない。母グモは30分程度で絶命し、半日程度で体液を吸い尽くされてキチン質を残すのみとなる。

## 天敵
コマチグモ属の天敵として、寄生蜂（ヤマトツツベッコウ、イワタツツベッコウ）が知られている。
ベッコウバチの狩りは、巣穴に幼虫の餌とするクモ類を貯蔵するタイプと、獲物に直接産卵するタイプがあるが、これらは後者に当たる。巣を開いたとき、中のコマチグモ属の腹部にウジ（ベッコウバチの幼虫）が１匹載っていたり、クモが食い尽くされて幼虫やサナギが見つかる事がある。

## コマチグモ刺咬症
コマチグモ属は世界で約160種が知られているが、コマチグモ刺咬症(chiracantism)の原因種としては、カバキコマチグモの他にヨーロッパのC. mildeiとC. punctorium、アメリカのC. inclusum、アフリカのC. lawrenceiのほか、C. diversum、C. brevicalcatumなどが知られている。
産卵・育児期に巣を守るメスは攻撃性が高くなり、不用意に巣を壊して咬まれることがある。また、交尾期に人家に紛れ込んだオスに咬まれることもある。このため、症例は交尾期の6月から産卵期の8月に集中する。症状は、針でえぐられるような激痛と持続的な痛みと点状出血で、重症化すると発熱、頭痛、悪心、呼吸困難、食欲減退、稀にショック症状を呈する。一般的な鎮痛薬が効かず、麻酔によって痛みを軽減できたとする症例報告もある。症状は通常2-3日間、一部は2週間も続くことがある。
クモ毒の成分は複雑で、クモ刺咬症の疫学的には「神経毒」と「組織毒（壊死毒）」に分類される。コマチグモ属の毒素は神経毒に該当し、分子量6万3千程度のタンパク質と見られる。毒液には獲物を麻痺させるための神経毒以外にカテコールアミン、セロトニンを含み、これが激しい痛みの原因となる。そのほかにヒスタミン、スペルミンなどを含む。

## 同属
- ヤマトコマチグモ Cheiracanthium lascivum
- アシナガコマチグモ Cheiracanthium eutittha
- アカスジコマチグモ Cheiracanthium erraticum
- エドコマチグモ Cheiracanthium rufulum
- ヤサコマチグモ Cheiracanthium unicum